# ジェームス・B・ランシング
ジェームス・バロー・ランシング（英語: James Bullough Lansing  、1902年1月14日 - 1949年9月24日）はアメリカ合衆国のスピーカーの開発技術者であり、JBLを創設した人物である。一時期はアルテックランシングの技術副社長だった。技術者としては優秀であったが、経営者としての能力には恵まれず、事業の悪化に伴い1949年に自殺してしまった。

## 来歴
1902年、イリノイ州 · ニルウッド郡区でジェームス・マーティーニ ( James Martini ) として生まれ、後にジェームス・B・ランシングと名のった。
少年時代はライデン瓶を製作するなど電気や機械に興味を抱き、無線機を組み立ててアマチュア無線を楽しむなど電子工作に没頭した。
イリノイ州スプリングフィールドにあるビジネスカレッジを卒業後、自動車店に就職した。自動車店主の薦めでデトロイトにある自動車修理学校に通った。

### ランシング・マニュファクチュアリング
1924年から1927年まで、ソルトレークシティのラジオ局で技師として勤務し、その時の経験からラジオ受信機のスピーカーを改良することを構想し研究を行なった。この頃ジェームス・B・ランシングと名のるようになった。1927年、スピーカー研究に目処を付けたランシングは、ケン・デッカーとともにJBLの前身となるランシング・マニュファクチュアリングを設立した。
1934年、メトロ・ゴールドウィン・メイヤーよりMGMシャラーホーン・システムの設計・製作を受託し、映画芸術科学アカデミー賞を受賞した。

### アルテック・ランシング
1939年、アメリカ陸軍航空隊の予備役将校でもあったケン・デッカーが訓練中の航空事故で殉職し、経営の頭脳を失ったランシング・マニュファクチュアリングの業績は悪化を始めた。　1941年、事業継続には会社自体を売却するしか選択肢がないところまで追い詰められ、アルテックとの合弁によって設立されたアルテック・ランシングに技術副社長として招かれ1946年までその席をおき、アルテック604などの名機を生み出した。

### ジェームス・B・ランシング・サウンド
1946年、ランシングはアルティック・ランシングからスピンアウトし新たにスピーカー製造事業に乗り出した。ランシングの名はアルテックの登録商標となっていたので、社名をジェームス・B・ランシング・サウンドとした。
資金はマークウォード航空(英: Marquardt Aircraft Company、現・マークウォード・コーポレーション)より援助をうけ、カルフォルニア州ヴェニスにあるマークウォード航空の工場敷地内へ事業所を移転した。
1948年第二期会計では、設備費、開発費を資本に組み入れる計算方式にて2千5百ドルの赤字を計上した。1948年12月にはマークウォード航空からの債務が1万5千ドルにまで膨れ上がり、マークウォード航空と合弁を選択するべきところまで追い込まれた。しかし交渉相手のマークウォード航空がゼネラルタイヤに買収され、再建の策を失う。
マークウォード航空より出向してきたウィリアム・トーマスは、ジェームス・B・ランシング・サウンドに移籍し2代目の社長に就任し、ランシングと共に自己再建を目指した。　ランシングに強磁性の新素材を提供していた磁石メーカーのアーノルド・エンジニアリング(英: Arnold Engineering Company)は支払い請求を保留しジェームス・B・ランシング・サウンドを支援した。
1949年にはマークウォード航空からの債務が2万ドルまで膨らんだ。　9月、ランシングはいつもの様に、アルテック・ランシングに残留した弟ビル・マーティンとの談話をおえて帰路につくが、自宅には戻らずサンマルコスの工場へ向かい自ら首を吊って自殺した。